# São Bento do Norte
São Bento do Norte este un oraș în Rio Grande do Norte (RN), Brazilia.